# Carraca

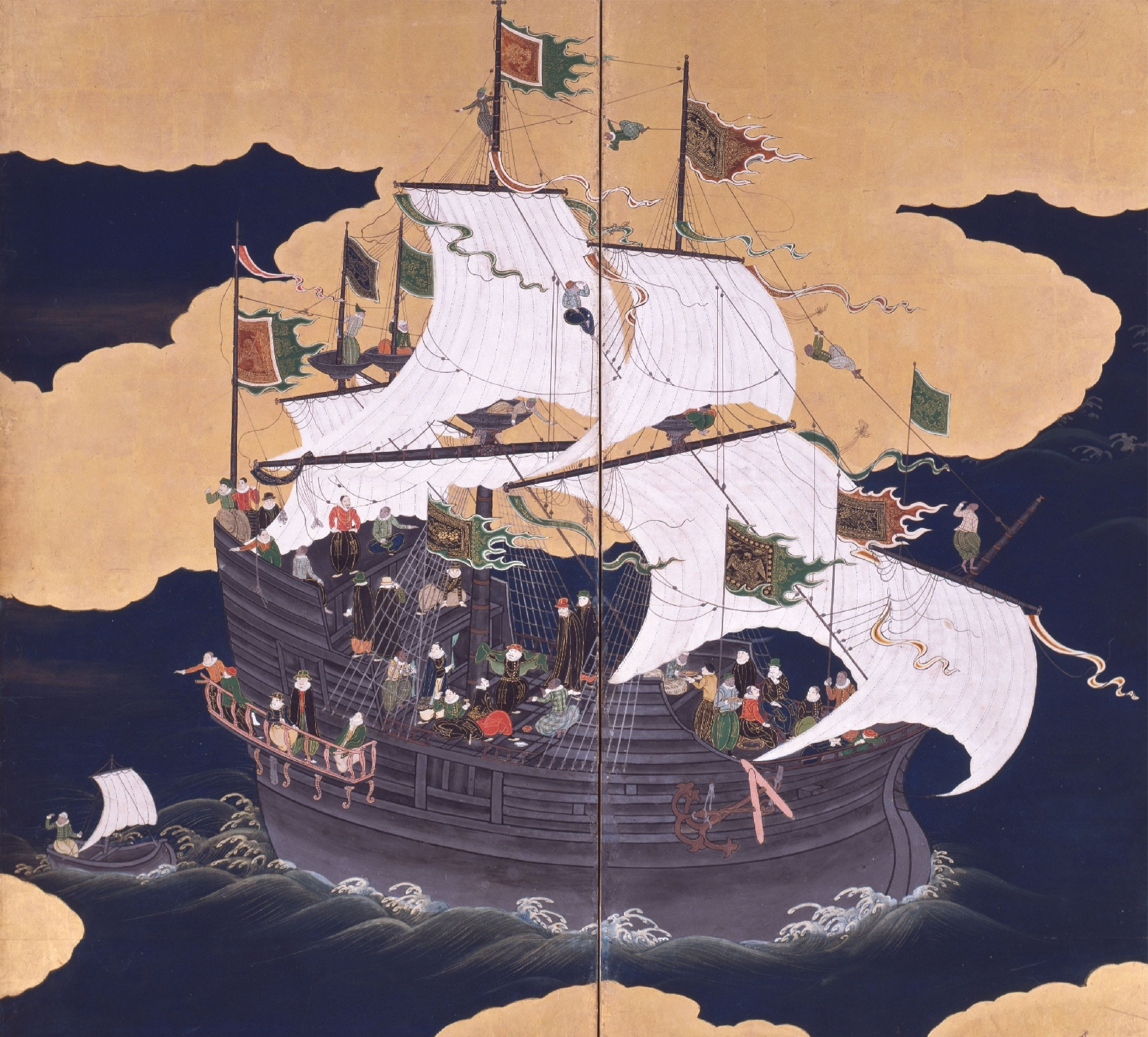
Imagem de uma carraca portuguesa.

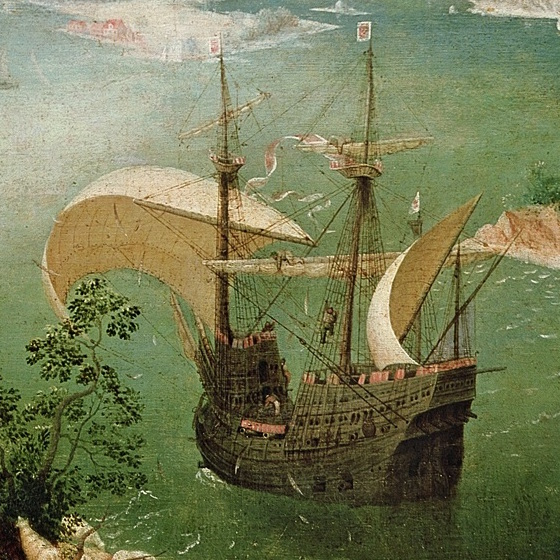
Representação de uma carraca medieval do século XVI, por Pieter Bruegel.

Carraca (do árabe Harraqa) era um tipo de navio utilizado no transporte de mercadorias referenciado em documentos dos séculos XV e XVI, criado pelos Portugueses especificamente para as viagens oceânicas nas quais as embarcações até então usadas no Mediterrâneo se mostravam incapazes.
As carracas eram navios de velas redondas e borda alta, e possuíam três mastros. Os primeiros exemplares tinham uma capacidade de 200 a 600 toneladas, mas na época em que os portugueses as utilizaram na carreira da Índia atingiu valores de 2000 toneladas.

## Origens
Construída pelos portugueses no século XV durante as suas explorações, a configuração básica da nau consistia num casco com considerável calado, um mastro e uma enorme vela retangular. Com o passar do tempo, incorporou avanços significativos; a principal delas foi a incorporação do leme de codaste em substituição ao leme de pá.
O seu tamanho e calado deram-lhe vantagens muito importantes e apreciadas:
- Carga: na sua época era o maior cargueiro disponível, sendo muito diversificado. Também foi usado como transporte de tropas, incluindo cavalaria.
- Resistência: As carracas eram navios muito sólidos e confiáveis (embora tivessem um mau comportamento em tempestades), e como incorporavam avanços técnicos, eram capazes de fazer viagens mais longas.

A principal desvantagem das catracas era sua má manobrabilidade e sua lentidão, deficiências que foram melhoradas com os avanços técnicos que foram surgindo.
Outro aspecto importante das naus era que, por terem um calado significativo, só podiam realizar operações de carga e descarga em portos offshore, sejam marítimos ou fluviais, ou quando fundeados à distância. Sua capacidade de manobra nos portos de cabotagem era muito limitada.
Outra desvantagem deste tipo de embarcação era o alto custo de construção, especialmente considerando que durante a Idade Média os estados nacionais europeus eram essencialmente nominais; na realidade, a Europa estava fragmentada em territórios feudais e cidades-estados, dos quais poucos tinham meios para financiar a construção de naus. Este aspecto é significativo do ponto de vista histórico, pois em termos navais, a nau, como navio de guerra, era muito superior ao drakkar Viking. No entanto, a falta de frotas defensivas na Europa, especialmente França e Inglaterra, permitiu que os vikings realizassem invasões bem-sucedidas nesses reinos.

## Características
O casco tinha uma castelo de proa que, diferentemente da coca, não era uma estrutura sobreposta ao casco, mas sim fazia parte dele integrando perfeitamente e não salientes dos lados. Era mais alto que os anteriores castelos e, em muitas ocasiões, várias pontes sobrepostas podiam ser colocadas. A mesma estrutura foi aplicada ao castelo de popa composto por duas ou mais pontes, englobadas na estrutura do navio, onde inicialmente foram instalados os canhões. As carracas tinham um casco ligeiramente mais arredondado que as cocas e incorporavam pela primeira vez os três mastros. O mastro de proa e o principal com velas quadradas (inicialmente uma de cada naipe) e a mezena com vela triangular. Nas catracas mais avançadas, um quarto mastro foi adicionado à ré chamado contra mezena com velas latinas. Com o passar dos anos, as velas foram complicadas pela adição de novas velas quadradas aos dois primeiros mastros. Essa estrutura de vela dificultava a navegação com bolina, mas facilitava a navegação com ventos cruzados e ré.

### Capacete
A razão comprimento/Largura era de aproximadamente 3. Eles tinham uma castelo de proa bastante alto e um grande castelo de popa. O convés tinha castelo, combés e toldo, transportando uma grande carga escotilha na cintura.
O casco costumava ser reforçado por grandes cintas e teias.

### Deslocamento
No século XV tinham entre 200 e 600 toneladas. No final do XVI havia até 2000 toneladas.

### Aparelhamento e aparelhamento
As primeiras catracas eram de uma única vara. Evoluíram, e no final do século XVI tinham 3 mastros, alguns com 4. Os mastros tinham gáveas e tinham coroas para posicionar os arqueiros.
O mastro principal era muito maior do que o arco, que era muito maior do que mezena.
No século XV, a vela das naus costumava ser:
- Alimentador de bloco no gurupés.
- Velas quadradas para catraca e gávea.
- Bloqueie as velas da vela mestra e da gávea.
- vela latina para a mezena, e latim ou quadrado para sobremezena. E, às vezes, uma latina em contramezena.

## Transformação e evolução
O descobrimento da América e a consolidação dos estados nacionais na Europa (Portugal, Espanha, Países Baixos, França e Inglaterra) significou que, de seus cofres, alocavam fundos para a construção de suas frotas e para poder explorar o Novo Mundo.
Ao contrário das caravelas, que estavam caindo em desuso, as naus e as carracas passaram por grandes melhorias e transformações, até se tornarem um novo tipo de embarcação, conhecido como galeão, do qual existiam diferentes variantes, como o galeão espanhol e o galeão inglês.

## Carracas Notáveis[2]
- A nau "La Charente" de Luís XII da França transportava 1.200 soldados e 300 peças de artilharia.
- Na Conquista de Túnis (1574) apoiou Carlos V, entre outros, a nau portuguesa S. Juan Botafogo, a maior da época, com 200 canhões.
- Na segunda expedição à Itália do Grande Capitão, 3 ou 4 carracas participaram junto com as naus da Biscaia.

## Diferenças entre carracas e naus

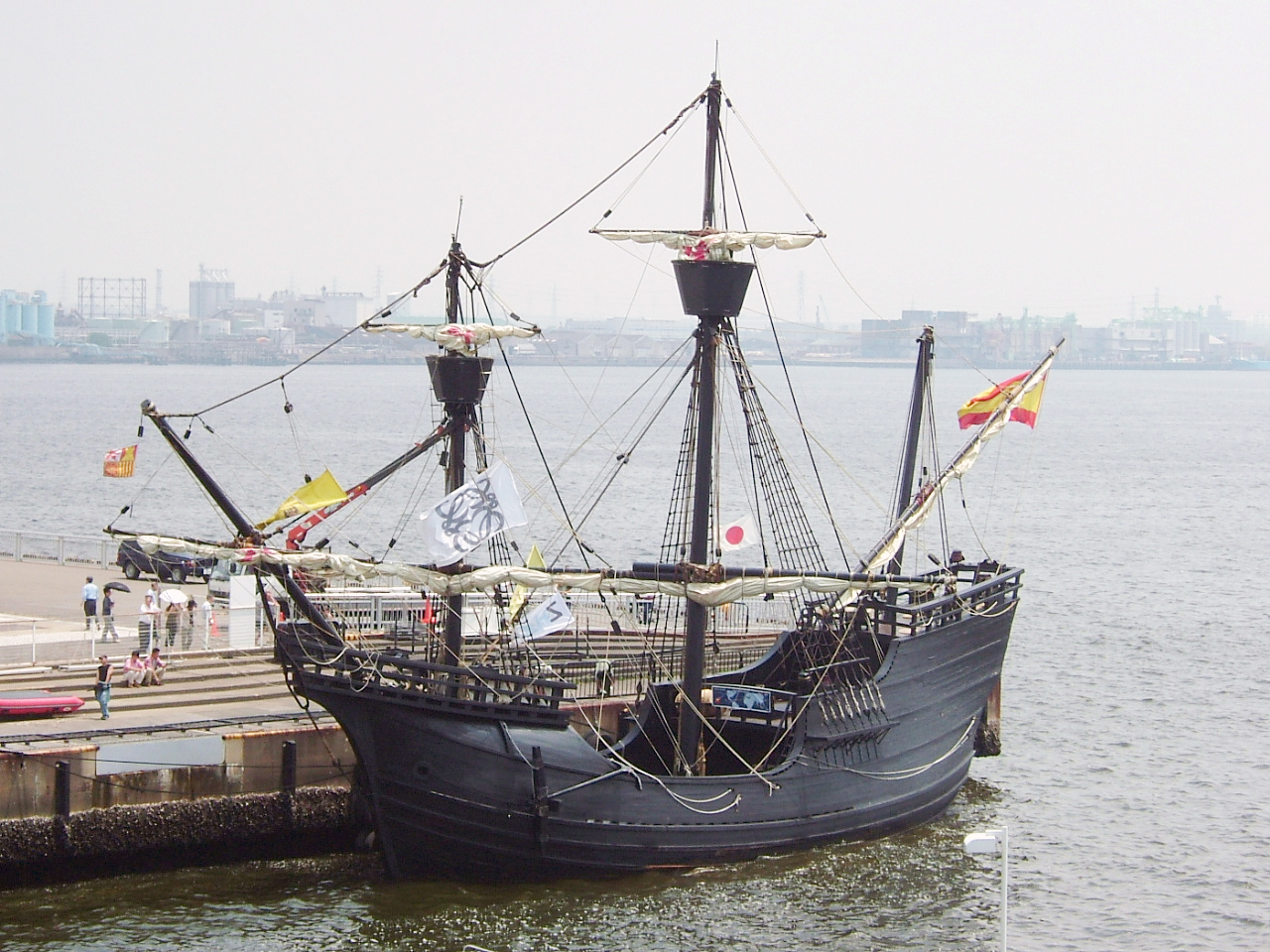
Réplica do navio Victoria, o único dos cinco navios de Fernão de Magalhães que retornou a Espanha em 1522, sendo o primeiro a circunavegar o globo.

Carracas, ou qualquer navio, eram às vezes chamados de naus, termo usado em seu sentido geral de navio ou barco. Porém as naus também eram um tipo específico de navio.
Embora a forma do casco fosse muito semelhante, a das carracas era reforçado com cintos e teias externas de madeira; o das naus não. Os castelos de proa e de popa eram maiores nas carracas do que nas naus.
Os navios tinham apenas uma vela latina na mezena, e só tinham mastro de proa e vela mestra. O tamanho dos três mastros das naus não era tão diferente quanto nas carracas.
A tonelagem das naos variava entre 100 e 500 toneladas. As menores eram de exploração e as maiores eram para cargo ou guerra.

## Desenvolvimento
No final da Idade Média, sobretudo a partir do século XIV, as naus e naos já tinham incorporado mais mastros, mais velas, incluindo velas latinas, que, somadas à sua resistência e capacidade de carga, faziam delas o cavalo de rotas de comércio marítimo, servindo a partir de Islândia no norte, os Açores no oeste e as costas africanas, incluindo o Oceano Índico no sul. Pode-se argumentar que, neste ponto, a Europa como um todo alcançou a supremacia mundial na construção naval.